# Indigofera nyassica
Indigofera nyassica är en ärtväxtart som beskrevs av Alexander Gilli. Indigofera nyassica ingår i släktet indigosläktet, och familjen ärtväxter. Inga underarter finns listade i Catalogue of Life.